# عليآباد كوتشك (مقاطعة دهلران)
عليآباد كوتشك (بالفارسية: علی‌آباد کوچک) هي مستوطنة تقع في قسم سيد ناصرالدين الريفي (مقاطعة دهلران) في إيران. يقدر عدد سكانها بـ 184 نسمة .